# Daniel Peretz
Daniel Peretz (in ebraico דניאל פרץ‎?; Tel Aviv, 10 luglio 2000) è un calciatore israeliano, portiere dell'Amburgo, in prestito dal Bayern Monaco, e della nazionale israeliana.

## Carriera

### Club
Cresciuto nel settore giovanile del Maccabi Tel Aviv, nella stagione 2019-2020 viene ceduto in prestito al Beitar Tel Aviv Bat Yam con cui gioca una stagione da titolare in seconda divisione, realizzando anche due reti entrambe su rigore.
Rientrato dal prestito viene confermato in rosa in qualità di portiere di riserva; a partire dal 2021 diviene il titolare del club gialloblu.
Il 25 agosto 2023 viene acquistato dal Bayern Monaco.

## Statistiche

### Presenze e reti nei club
Statistiche aggiornate al 30 giugno 2025.
| Stagione                | Squadra                 | Campionato              | Campionato | Campionato | Coppe nazionali | Coppe nazionali | Coppe nazionali | Coppe continentali | Coppe continentali | Coppe continentali | Altre coppe | Altre coppe | Altre coppe | Totale | Totale  | Totale |
| Stagione                | Squadra                 | Comp                    | Pres       | Reti       | Comp            | Pres            | Reti            | Comp               | Pres               | Reti               | Comp        | Pres        | Reti        | Pres   | Reti    |        |
| ----------------------- | ----------------------- | ----------------------- | ---------- | ---------- | --------------- | --------------- | --------------- | ------------------ | ------------------ | ------------------ | ----------- | ----------- | ----------- | ------ | ------- | ------ |
| 2019-2020               | Beitar Tel Aviv Bat Yam | LL                      | 32         | -44; 2     | CI+TC           | 0+1             | 0               | -                  | -                  | -                  | -           | -           | -           | 33     | -44; 2  |        |
| 2020-2021               | Maccabi Tel Aviv        | LHA                     | 0          | 0          | CI+TC           | 0+0             | 0               | UCL+UEL            | 0                  | 0                  | -           | -           | -           | 0      | 0       |        |
| 2021-2022               | Maccabi Tel Aviv        | LHA                     | 36         | -38        | CI+TC           | 2+0             | -2+0            | UECL               | 7                  | -5                 | SI          | 1           | -2          | 14     | -13     |        |
| 2022-2023               | Maccabi Tel Aviv        | LHA                     | 35         | -22        | CI+TC           | 4+0             | -6+0            | UECL               | 6                  | -4                 | -           | -           | -           | 0      | 0       |        |
| Totale Maccabi Tel Aviv | Totale Maccabi Tel Aviv | Totale Maccabi Tel Aviv | 71         | -60        |                 | 6               | -8              |                    | 13                 | -9                 |             | 1           | -2          | 91     | -79     |        |
| 2023-2024               | Bayern Monaco           | BL                      | 1          | 0          | CG              | 1               | 0               | UCL                | 0                  | 0                  | SG          | -           | -           | 2      | 0       |        |
| 2024-2025               | Bayern Monaco           | BL                      | 4          | -5         | CG              | 1               | -1              | UCL                | 1                  | -1                 | Cmc         | -           | -           | 6      | -7      |        |
| Totale carriera         | Totale carriera         | Totale carriera         | 107        | -107; 2    |                 | 8               | -8              |                    | 14                 | -10                |             | 1           | -2          | 130    | -127; 2 |        |

### Cronologia presenze e reti in nazionale
| Cronologia completa delle presenze e delle reti in nazionale ― Israele | Cronologia completa delle presenze e delle reti in nazionale ― Israele | Cronologia completa delle presenze e delle reti in nazionale ― Israele | Cronologia completa delle presenze e delle reti in nazionale ― Israele | Cronologia completa delle presenze e delle reti in nazionale ― Israele | Cronologia completa delle presenze e delle reti in nazionale ― Israele | Cronologia completa delle presenze e delle reti in nazionale ― Israele | Cronologia completa delle presenze e delle reti in nazionale ― Israele |
| Data                                                                   | Città                                                                  | In casa                                                                | Risultato                                                              | Ospiti                                                                 | Competizione                                                           | Reti                                                                   | Note                                                                   |
| ---------------------------------------------------------------------- | ---------------------------------------------------------------------- | ---------------------------------------------------------------------- | ---------------------------------------------------------------------- | ---------------------------------------------------------------------- | ---------------------------------------------------------------------- | ---------------------------------------------------------------------- | ---------------------------------------------------------------------- |
| 20-11-2022                                                             | Petah Tiqwa                                                            | Israele                                                                | 2 – 3                                                                  | Cipro                                                                  | Amichevole                                                             | -3                                                                     |                                                                        |
| 21-11-2023                                                             | Andorra la Vella                                                       | Andorra                                                                | 0 – 2                                                                  | Israele                                                                | Qual. Euro 2024                                                        | -                                                                      |                                                                        |
| 14-11-2024                                                             | Saint-Denis                                                            | Francia                                                                | 0 – 0                                                                  | Israele                                                                | UEFA Nations League 2024-2025 - 1º turno                               | -                                                                      |                                                                        |
| 17-11-2024                                                             | Budapest                                                               | Israele                                                                | 1 – 0                                                                  | Belgio                                                                 | UEFA Nations League 2024-2025 - 1º turno                               | -                                                                      |                                                                        |
| 22-3-2025                                                              | Debrecen                                                               | Israele                                                                | 2 – 1                                                                  | Estonia                                                                | Qual. Mondiali 2026                                                    | -1                                                                     |                                                                        |
| 25-3-2025                                                              | Debrecen                                                               | Israele                                                                | 2 – 4                                                                  | Norvegia                                                               | Qual. Mondiali 2026                                                    | -4                                                                     |                                                                        |
| 6-6-2025                                                               | Tallinn                                                                | Estonia                                                                | 1 – 3                                                                  | Israele                                                                | Qual. Mondiali 2026                                                    | -1                                                                     |                                                                        |
| Totale                                                                 |                                                                        | Presenze                                                               | 7                                                                      |                                                                        | Reti                                                                   | -9                                                                     |                                                                        |

## Palmarès

### Club

#### Competizioni nazionali
- Campionato tedesco: 1

Bayern Monaco: 2024-2025